# RBD, la familia
RBD, la familia (La Familia RBD) es una Serie de televisión juvenil mexicana, que narra el "día a día" del grupo juvenil RBD. Cuenta con las actuaciones de Alfonso Herrera, Anahí, Christian Chávez, Christopher Von Uckermann, Dulce Maria y Maite Perroni.
Su primera temporada consta de 13 episodios. El primero se emitió el 14 de marzo de 2007 y el último, el 13 de junio de 2007. Fue emitida originalmente por el canal Sky One y fue producida por Pedro Damián para Televisa. La serie tuvo dos finales alternativos ambos mostrados por Sky One.
Según el portal IMDb, RBD: La familia fue la primera serie exhibida en alta definición (HD) en México. El 14 de diciembre de 2007, salió a la venta el DVD de la serie en España y México, y el 22 de julio de 2008 comenzó a venderse en Estados Unidos.

## Argumento
La serie de televisión narra la historia de seis amigos que con diferentes personalidades y viviendo en el mismo edificio, se convierten en un fenómeno de éxito con su grupo musical. Cuenta la verdadera historia de los integrantes de RBD, pero con toques de ficción, que deja ver gran parte de los sentimientos reales de sus protagonistas. La realidad más cercana que se expone en las aventuras de la serie se refiere a la verdadera amistad que hay entre ellos, a la familia que han construido.

## Desarrollo y producción
El 30 de octubre de 2006 se anunció que la grabación del primer capítulo había concluido, se anunció a su vez que los capítulos se grabaron durante las giras nacionales e internacionales que el grupo siguió teniendo.
La serie fue dirigida por Juan Carlos Muñoz, bajo la producción de Pedro Damián y de Luis Luisillo Miguel, el guion de María Eugenia Cervantes, Pedro Armando Rodríguez y Alejandra Romero. Fueron grabados trece capítulos de 60 minutos realizados en formato Alta definición y lanzados a nivel mundial. Christian Chávez comentó «es un poco hablando de nuestras vidas, pero no lo que van a ver es nuestra realidad, está hecho excelentemente en cada escena, nos tardamos dos horas, iluminación, la dirección, la continuación perfecta, nos tenemos que sentir orgullosos como mexicanos hacer un proyecto tan importante».
El primer capítulo de la serie se estrenó el 14 de marzo de 2007 por SKY. El 6 de septiembre de 2007 se estrenó el primer capítulo en el Canal 5, el grupo se reunió en el Hard Rock de la Ciudad de México para ver el estreno del primer capítulo en dicho canal.

## Elenco

### Personajes principales
- Poncho (Alfonso Herrera) Es un chavo de este mundo. No le tiene miedo a nada. Aventurero. Es muy atractivo pero jamás estará buscando verse bien o estar a la moda. Le tiene sin cuidado. No lo necesita. No tiene la apariencia inalcanzable. Por lo mismo, genera una gran atracción entre las chavas. Es un tipo accesible a cualquier mujer. Es fuerte y determinado, hace lo que quiere sin importarle los convencionalismos sociales. Es seguro de sí mismo y no le pide permiso a nadie para nada. Es idealista, franco, honesto, pero también impulsivo, necio, buscapleitos y en ocasiones explosivo. Nada le es indiferente, por el contrario, se involucra y se compromete con lo que lo toca o lo conmueve. Independiente, sencillo, sensible, pero entrón. Es un líder y un guerrero por naturaleza. Es el novio formal que toda chavita quisiera tener. Al inicio de la serie anda con una chava mayor que él (Fabiola González Lobo, 28 años). Es una psicóloga guapa, experimentada, que se la pasa haciendo alarde de su sensualidad y poder de atracción sobre los demás… psicoanalizándolos. Aunque nunca le ha faltado nada, nunca ha sido un chavo acostumbrado a riquezas y despilfarros. Con la lana es ahorrador aunque por consejo de su novia en turno, hace donativos y se adhiere a causas sospechosas como la conservación del caracol rosa en Tepeji del Río.[17]

- Annie (Anahí) Hermosa, chic, sofisticada. Llama la atención a donde quiera que va. Su apariencia es lo más importante en su vida. Es niña bien, nunca le ha faltado el dinero, nunca ha tenido que sacrificarse por nada, aparentemente lo tiene todo. Belleza, fama, fortuna. Sin embargo, toda esa aura de perfección se traduce en una exigencia personal de estar siempre por encima de todos. Tiene necesidad de ser la más bella, la más simpática, la más capaz, la más perfecta, la más todo. Annie carga todo el tiempo con el peso de su propio rigor. Y entonces lucha desesperadamente cada día para reinventarse a sí misma. Se esfuerza para lograr el look, la actitud, el estado de ánimo. Vive en la pose de sí misma, y no puede aceptar encontrarse ni el más mínimo defecto… aunque los tenga. Es la princesa en su castillito de cristal. Su vida es apariencia de bienestar y de tener todo resuelto, pero su interior no está completo, es frágil. Experimenta una profunda soledad y dolor al comprobar cada vez que su exterior, “maquillado”, siempre pulido y acabado, no concuerda con su vulnerable interior, frágil y defectuoso se da cuenta de la importancia que tiene la sinceridad.[18]

- Chris (Christian Chávez) Siempre evaluando todo como si se tratase de mercancías. Todo lo hace por interés. Es un vivo pero siempre acaba metiéndose en problemas de los que sale con bastante gracia. Es el más simpático, siempre buscando el chiste, la carcajada, el buen humor. También es egoísta, busca su provecho, y miente siempre que sea necesario, es decir, siempre. Es desconfiado y calculador, desconsiderado, abusador y hasta grosero, sin-vergüenza y descarado, pero todo lo hace con tanta gracia y simpatía que aunque todos quieran matarlo, acaban perdonándolo. Busca más sexo que amor. Siempre quiere ligarse a todas las niñas en su camino, y aunque en principio parecen corresponderle, siempre acaba siendo visto como el mejor amigo de ellas, lo cual le causa tremendas frustraciones y ganas de lanzarse de cabeza al canal de Chalco. Sobra decir que es un amarrado. Jamás aceptará dividir la cuenta, ni siquiera o mucho menos con sus mejores amigos.[19]

- Ucker (Christopher Uckermann) Guapo, varonil, sexy, príncipe entre los príncipes. Metrosexual. Cuida su imagen y su ropa. Es ordenado, siempre pendiente de su aspecto. Es el galán de galanes, siempre rompecorazones, cambia de chava como de calcetines. Las chavas van siempre tras él. Lo siguen como moscas. Divertido, fanfarrón pero con mucha gracia, no necesita esforzarse, lo tiene todo. Dinero, galanura, fama, clase, mujeres. Nunca le falta lana; siempre está gastando. El dinero simplemente le aparece en las manos. Tiene tal encanto para moverse por la vida que el trabajo le llueve, las mujeres se arrojan a sus pies,el dinero le cae del cielo. No tiene saco en la vida. Se dedica a disfrutarla. Un príncipe en toda la extensión de la palabra, con lacayos siempre dispuestos a obedecerle y cumplirle todas sus peticiones. La ley es su ley, la que él quiera, como quiera, a la hora que quiera, donde quiera. Sociable y divertido. Encantador y seductor. El mundo lo aclama y le pertenece. Por lo mismo es orgulloso y difícilmente reconocerá sus errores. Vive expuesto a la atención de los demás y no piensa defraudar a nadie, pero… Llegará el día en que sienta la necesidad de relajarse, de tener paz, de buscar el amor sin que le sea regalado (enamorado de dul no se atreve a decírselo).[20]

- Dul (Dulce María) Es una chava de carácter fuerte, impulsiva, llamativa y desfachatada. No tiene pelos en la lengua. A ella las cosas como son. Es la amazona que se atreve a todo, que todo el mundo admira y quiere tener a su lado. Muy guapa, todos los chavos que la conocen quieren acostarse con ella. Es uno de los conflictos que también se le manifiestan en el trabajo. Está interesada en hacer cine de arte, pero todos los directores que llega a conocer quieren llevarla a la cama, lo que la enfurece y decepciona cada vez. Es apasionada, cuando se enamora no prueba, se entrega con toda el alma queriendo que las cosas funcionen, pero siempre fracasa. Quiere encontrar el amor, pero… está cansada de besar ranas, sin embargo, siempre vuelve a la carga entusiasmada ante la perspectiva de ahora sí, encontrar el amor. Cuando termina con alguien dice que odia a los hombres y que ya no va a volver a andar con nadie, y a los 5 minutos cae ante el guiño de algún nuevo seductor. Trae un pique permanente con Ucker con quien formó pareja protagónica en la televisión, pero de quien asegura, JAMÁS SE ENAMORARÍA. Sus galanes son todo lo contrario a Ucker. Pintores, escritores, artistas conceptuales, actores de teatro, todos tipos “alternativos”. En cada capítulo termina a uno y conoce a otro distinto. Todos tienen defectos. Además de que siempre escoge a los hombres equivocados, no es capaz de aceptarlos como son. Es pésima administradora de su dinero. En cuanto la tiene en las manos se le esfuma. Está enamorada de ucker pero no lo admite.[21]

- Mai (Maite Perroni) Muy bonita y perfeccionista. Su fama en el medio y con el grupo, le han dado consciencia sobre sí misma. Es extrovertida, incansable, hiperactiva, y llena de virtudes, siempre buscando una buena causa para ayudar. Es la virtud con pies además de una chica sana siempre pendiente e informada de cómo combatir distintos problemas de salud. Se enorgullece de lo que ha logrado, pero es un tanto supersticiosa. Aunque lo niega, cualquier buen rollo esotérico, la atrapa y quiere estudiarlo, dominarlo y practicarlo como verdad absoluta. Se mete a cuanto curso esotérico se le atraviesa en el camino: tarot, quiromancia, astrología, etc., pasando por disciplinas de búsqueda espiritual de dudosa credibilidad. Cada curso le parece fabuloso y “descubridor” de sus más íntimas necesidades espirituales (y de las de otros), pero nunca lo termina. Siempre hay algo mejor o que “de verdad te lleva a la verdad”, etc. Tras recibir la instrucción oportuna en cada “arte esotérico”, da consejos que ella misma no sigue. Hace cosas (incluyendo hechizos) para conseguir el amor… Y aunque busca incesantemente el amor, éste jamás llega porque ella siempre está esperando al príncipe azul. Es muy idealista y también perfeccionista para con quienes se atraviesan en su camino. Algún día encuentra a un chavo perfecto y tras la emoción y felicidad del primer encuentro, éste resulta ser gay. Y así… Se le aparecen diferentes tipos de hombres; divinos, inteligentes, guapos, con mil cualidades y alguno que otro defecto… Y siempre los batea porque está esperando al hombre perfecto… hasta que se da cuenta de que está sola.[22]

### Personajes recurrentes
- Claudia - Ariadne Díaz
- Fabiola - Ximena Díaz
- Axel - Ari Borovoy
- Robert - Elvis Carranza
- Mimi - Mariana Ávila
- Álvaro - Arap Bethke
- Daniel - Salvador Zerboni
- Michail Grotoslovisck - Felipe Nájera
- Barbara - Allisson Lozz
- Tony - Maximiliano Villegas[23]
- Beba - Mercedes Vaughan[24]
- Madre de Tony - Jacqueline Voltaire

## Banda sonora
El tema principal de la serie se tituló «Family» interpretado por la agrupación RBD. El 14 de marzo de 2007 se lanzó la banda sonora que contiene diez temas utilizados en la serie.

## Episodios
| Temporada | Temporada | Episodios | Emisión original · ( MÉX) | Emisión original · ( MÉX) |
| Temporada | Temporada | Episodios | Inicio                    | Final                     |
| --------- | --------- | --------- | ------------------------- | ------------------------- |
|           | 1         | 13        | 14 de marzo de 2007       | 13 de junio de 2007       |